# Dalem (Noord-Brabant)
Dalem (Brabants: Daolùm) is een Nederlandse buurtschap  in de Noord-Brabantse gemeente Bladel en ligt ongeveer een kilometer ten zuiden van het dorp Hapert. Dalem heeft in tegenstelling tot vele andere gehuchten en buurtschappen wel een bebouwde kom. Net als andere plaatsen met een bebouwde kom is ook Dalem voorzien van de standaard blauwe plaatsnaamborden. Hierdoor ontstaat weleens de verwarring dat Dalem een dorp zou zijn. Verder zijn er geen voorzieningen en er zijn ook geen historische monumenten van enige betekenis.

## Etymologie
In 1794 voor het eerst opgetekend aangetroffen als Daalem, en vanaf 1837 ook als Dalen. Vermoedelijk is de plaatsnaam een samenstelling van geografische plaatsaanduiding dal (dal, inzinking) en heem (woonplaats). Vanwege de ligging wordt het gehucht in de volksmond ook wel Hapert-Zuid genoemd.

## Ligging
De buurtschap Dalem is ongeveer 1 kilometer ten zuiden van de bebouwde kom van Hapert gelegen en bevindt zich ten westen, op een afstand van 500 meter, van het industrieterrein Kempisch Bedrijvenpark. De buurtschap strekt zich uit over de gelijknamige weg en rond de wegen Schouwberg en De Steenakkers.

## Economie

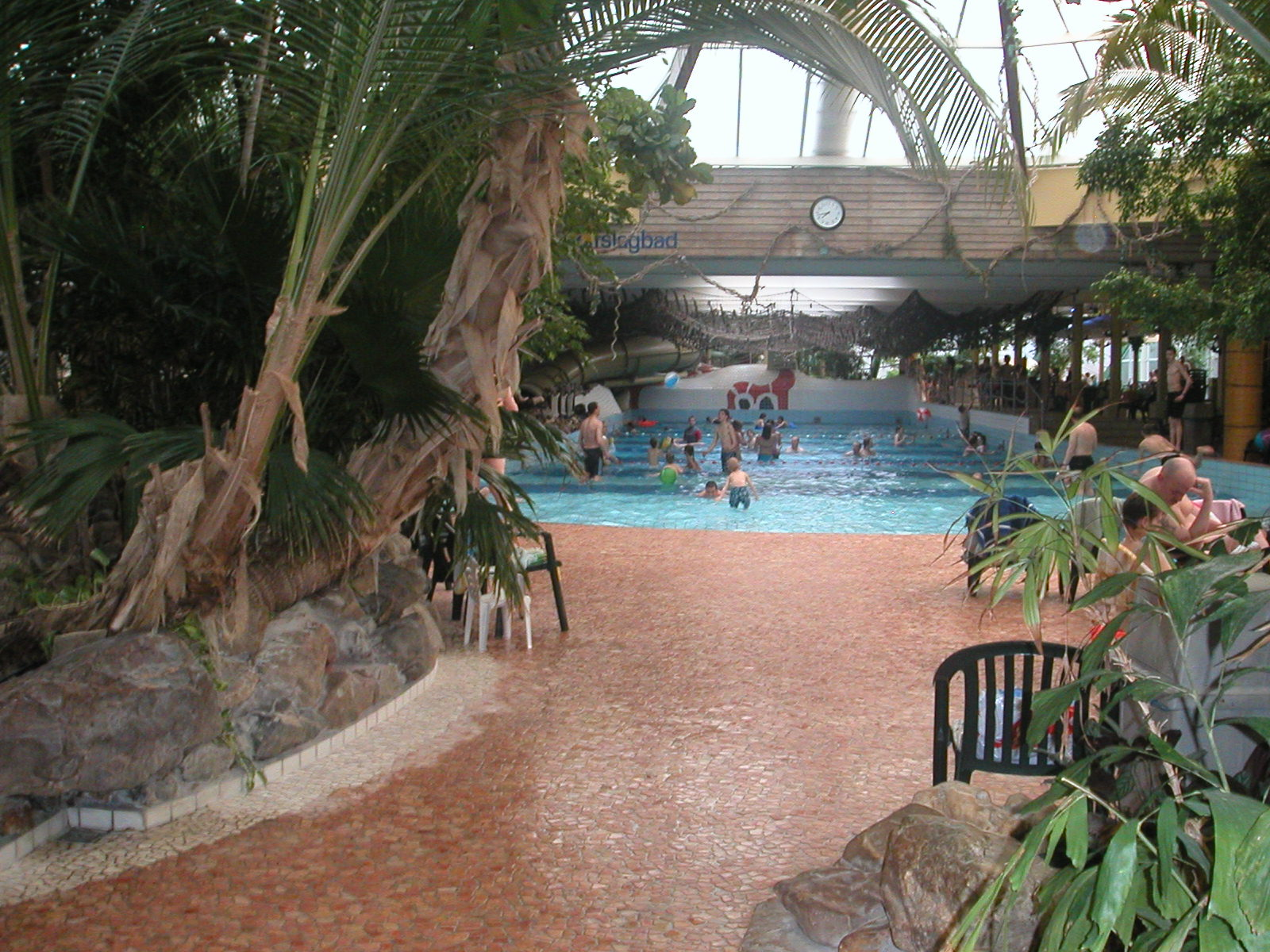
Subtropisch zwembad van Landal het Vennenbos

Het is altijd een agrarische gemeenschap geweest, en de economie wordt vooral bepaald door intensieve veehouderij, met name runderen en varkens, en tuinbouw. Daar is het toerisme bij gekomen, met name door de aanwezigheid van een groot bungalowpark, Het Vennenbos geheten. Dit terrein is vrij toegankelijk en er zijn ook winkels. Ook de eigenlijke kern kent nu een aantal toeristische voorzieningen, zoals een kampeerboerderij.

## Natuur en landschap
Langs Dalem loopt het Dalems Stroompje, dat uitkomt in de Aa of Goorloop en aldus de Beerze vormt. De omgeving van Dalem is agrarisch, maar ten zuiden van de snelweg ligt de Boswachterij De Kempen met de Cartierheide en Hapertse Heide. Diverse wandelroutes doen Dalem of de directe omgeving aan, en ook is Dalem opgenomen in het fietsroutenetwerk en het wandelroutenetwerk.

## Naburige kernen
- Weebosch, Bladel, Eersel, Hapert

Hoofdplaats: Bladel      Dorpen: Casteren · Hapert · Hoogeloon · Netersel

Buurtschappen: Biezenheuvel · Broekenseind · Dalem · De Pan · Egypte · Franse Hoef · Heieind · Heikant · Helleneind · Het Bosch · Heuvel · Hoogcasteren · Landorp · Lemel · Ten Vorsel

Voormalige gemeenten: Bladel en Netersel · Hoogeloon, Hapert en Casteren

Noord-Brabant: Steden en dorpen      Nederland: Provincies · Gemeenten